# 16189 Riehl
16189 Riehl è un asteroide della fascia principale. Scoperto nel 2000, presenta un'orbita caratterizzata da un semiasse maggiore pari a 2,9142024 UA e da un'eccentricità di 0,0208472, inclinata di 13,76036° rispetto all'eclittica.